# Писклявая булавоножка
Писклявая булавоножка (лат. Syritta pipiens) — вид мух-журчалок из подсемейства Syrphinae.

## Описание
Длина тела составляет 7—9 мм. Задние бёдра сильно расширены.

## Распространение
Встречается в Палеарктике, включая Северную Африку, на большей части Северной Америки, в Южной Америки и Ориентальной области.

## Экология и местообитания
Взрослые особи питаются нектаром цветков различных травянистых растений. Личинки питаются навозом коров и иногда встречаются в силосе, навозе и компосте. Взрослые населят поля и луга богатые цветущими растениями.

## Галерея

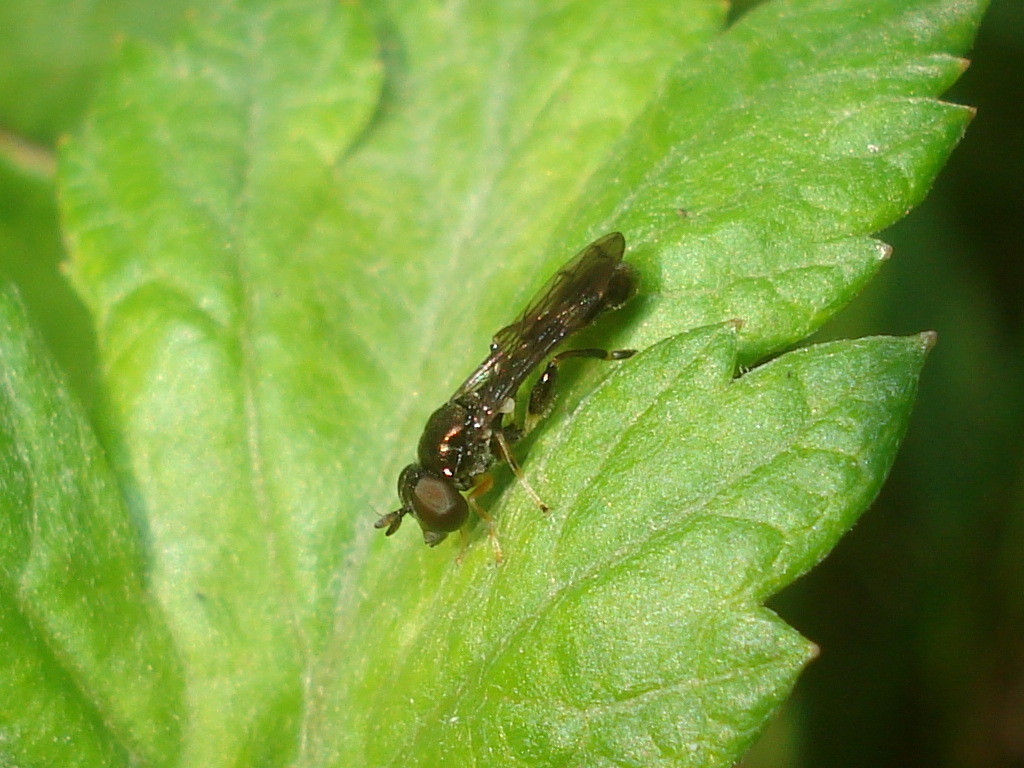
Самец
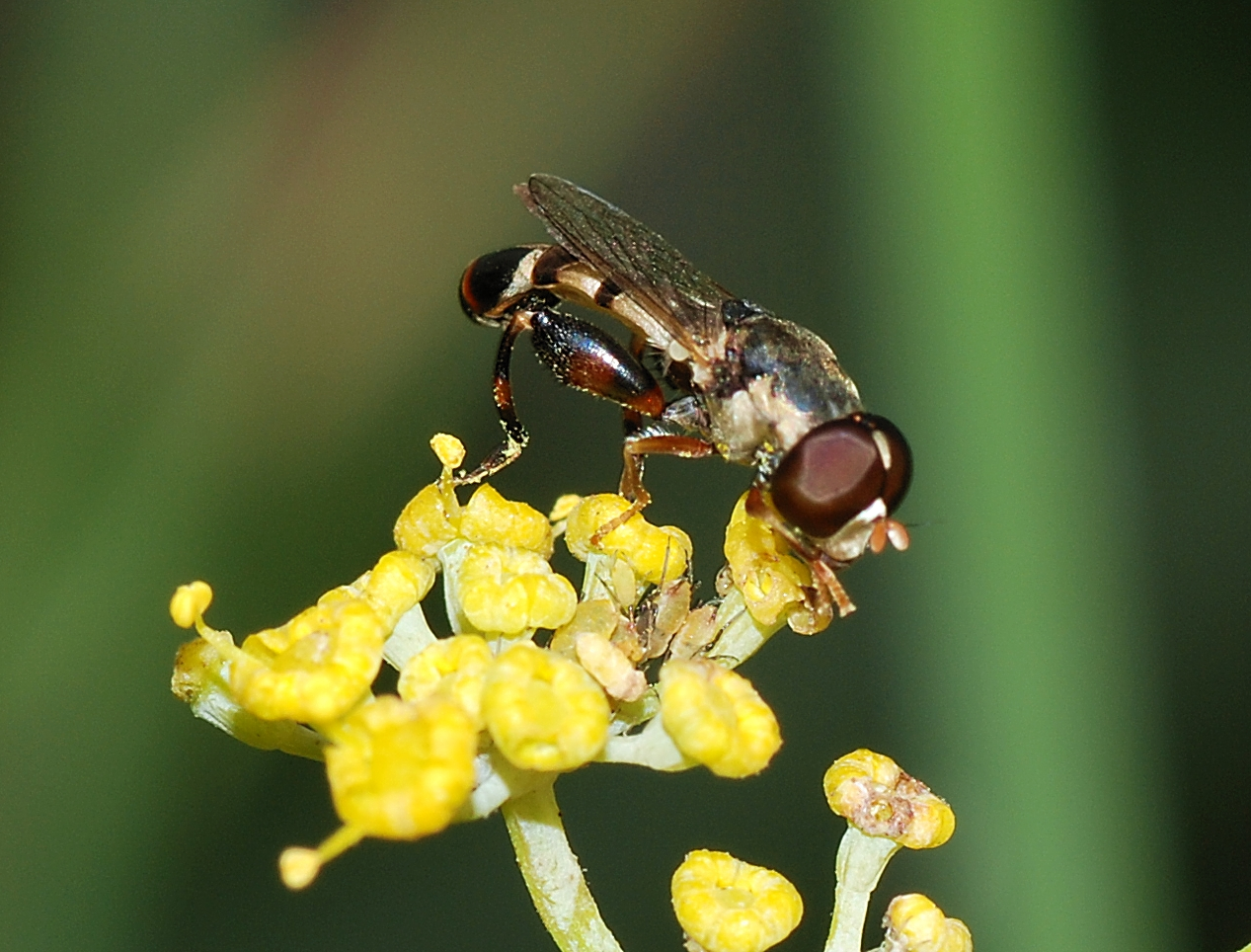
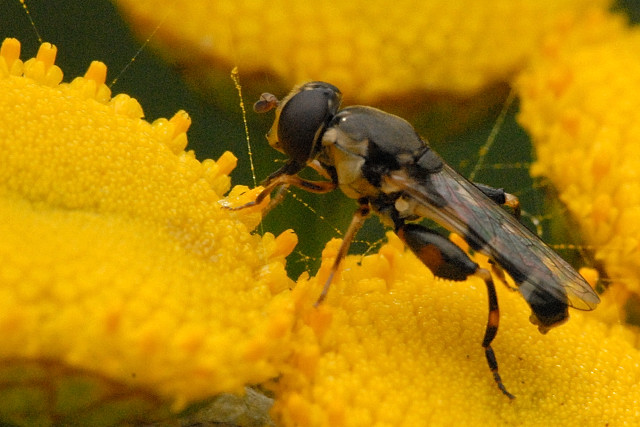
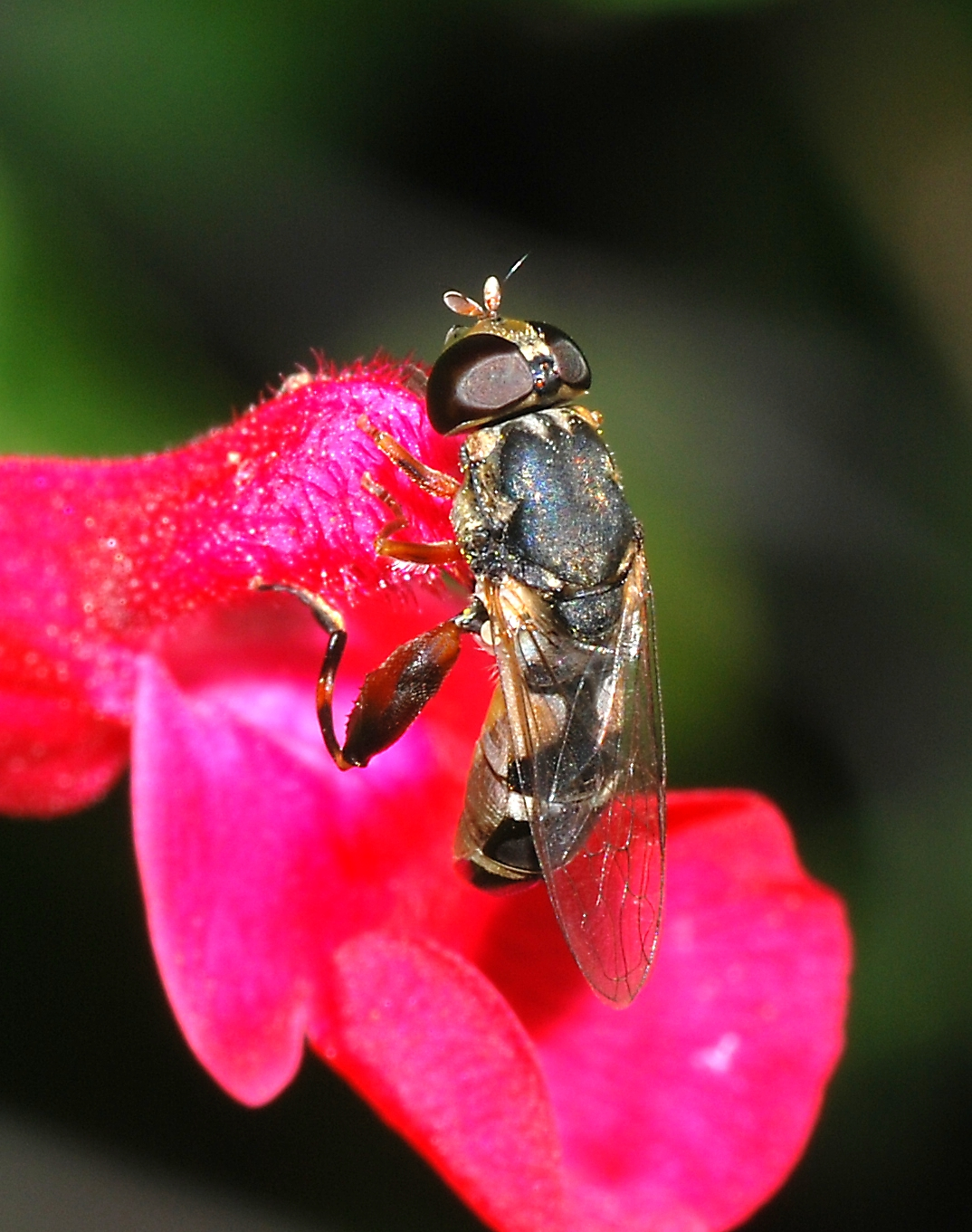